# Cambieure
Cambieure – miejscowość i gmina we Francji, w regionie Oksytania, w departamencie Aude.
Według danych na rok 1990 gminę zamieszkiwało 236 osób, a gęstość zaludnienia wynosiła 74 osoby/km² (wśród 1545 gmin Langwedocji-Roussillon Cambieure plasuje się na 679. miejscu pod względem liczby ludności, natomiast pod względem powierzchni na miejscu 1082.).